# 膿瘍

膿瘍

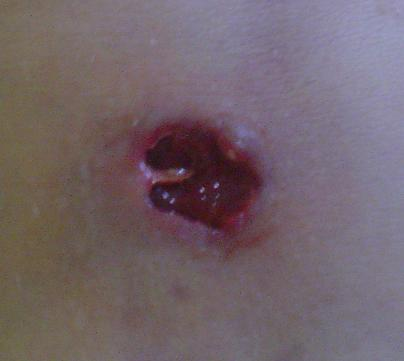
5日前に切開，排膿された膿瘍形成部位

膿瘍（のうよう）とは、化膿性炎症が生体組織内に限局した場合で崩壊した好中球に由来した分解酵素により中心部から融解して、膿を満たした空洞を形成した状態をいう。また、膿瘍形成には、持続的な激しい炎症性刺激が前提条件となっている。
皮下、肝臓、脳、肺、腎臓に見られる。また、皮膚や口腔粘膜の比較的表層（上皮内や上皮直下）に限局した膿瘍は膿疱という。
既存の体腔内に膿が貯留する場合は蓄膿と呼ばれる。
深部に形成された膿瘍では瘻管が形成され膿が外部へと排出される。

## 病気
- 脳膿瘍
- 肛門周囲膿瘍
- 歯根膿瘍（英語版）
- 腹腔内膿瘍
- 肝膿瘍